# Roman Šebrle
Roman Šebrle (nascido em 26 de novembro de 1974) é um atleta da República Checa. Começou sua carreira como saltador em altura, tendo passado depois a correr em decatlo e heptatlo.
No decatlo, conquistou a medalha de prata em Sydney 2000 e a de ouro em Atenas 2004, onde estabeleceu um novo recorde olímpico.
Bateu o recorde mundial do decatlo, a 27 de maio de 2001 em Götzis tornou-se o primeiro atleta a alcançar os nove mil pontos com a marca de 9 026 pontos, sucedendo ao seu compatriota Tomáš Dvořák. Só perdeu o recorde em 2012, quando Ashton Eaton conseguiu 9039 pontos.